# Mario Bühler
Mario Bühler (Emmen, 5 gennaio 1992) è un calciatore svizzero, difensore del Cham.

## Carriera
Cresciuto nel Lucerna, nel 2013 si trasferisce al Wohlen. Il 6 giugno 2015 firma un biennale con il Vaduz; il 24 giugno 2017, in scadenza di contratto, rinnova fino al 2019 con la squadra del Principato.

## Statistiche

### Presenze e reti nei club
Statistiche aggiornate al 14 ottobre 2018.
| Stagione        | Squadra         | Campionato      | Campionato | Campionato | Coppe nazionali | Coppe nazionali | Coppe nazionali | Coppe continentali | Coppe continentali | Coppe continentali | Altre coppe | Altre coppe | Altre coppe | Totale | Totale | Totale |
| Stagione        | Squadra         | Comp            | Pres       | Reti       | Comp            | Pres            | Reti            | Comp               | Pres               | Reti               | Comp        | Pres        | Reti        | Pres   | Reti   |        |
| --------------- | --------------- | --------------- | ---------- | ---------- | --------------- | --------------- | --------------- | ------------------ | ------------------ | ------------------ | ----------- | ----------- | ----------- | ------ | ------ | ------ |
| 2010-2011       | Lucerna         | SL              | 2          | 0          | CS              | 0               | 0               | -                  | -                  | -                  | -           | -           | -           | 2      | 0      |        |
| 2011-2012       | Lucerna         | SL              | 4          | 0          | CS              | 2               | 0               | -                  | -                  | -                  | -           | -           | -           | 6      | 0      |        |
| 2012-2013       | Lucerna         | SL              | 3          | 0          | CS              | 0               | 0               | -                  | -                  | -                  | -           | -           | -           | 3      | 0      |        |
| Totale Lucerna  | Totale Lucerna  | Totale Lucerna  | 9          | 0          |                 | 2               | 0               |                    | -                  | -                  |             | -           | -           | 11     | 0      |        |
| 2013-2014       | Wohlen          | CL              | 30         | 0          | CS              | 2               | 1               | -                  | -                  | -                  | -           | -           | -           | 32     | 1      |        |
| 2014-2015       | Wohlen          | CL              | 33         | 4          | CS              | 2               | 1               | -                  | -                  | -                  | -           | -           | -           | 35     | 5      |        |
| Totale Wohlen   | Totale Wohlen   | Totale Wohlen   | 63         | 4          |                 | 4               | 2               |                    | -                  | -                  |             | -           | -           | 67     | 6      |        |
| 2015-2016       | Vaduz           | SL              | 23         | 3          | LC              | 2               | 1               | UEL                | 3                  | 0                  | -           | -           | -           | 28     | 4      |        |
| 2016-2017       | Vaduz           | SL              | 23         | 1          | LC              | 3               | 2               | UEL                | 3                  | 0                  | -           | -           | -           | 29     | 3      |        |
| 2017-2018       | Vaduz           | CL              | 27         | 1          | LC              | 3               | 0               | UEL                | 3                  | 0                  | -           | -           | -           | 33     | 1      |        |
| 2018-2019       | Vaduz           | CL              | 7          | 0          | LC              | 0               | 0               | UEL                | 2                  | 0                  | -           | -           | -           | 9      | 0      |        |
| Totale Vaduz    | Totale Vaduz    | Totale Vaduz    | 80         | 5          |                 | 8               | 3               |                    | 11                 | 0                  |             | -           | -           | 99     | 8      |        |
| Totale carriera | Totale carriera | Totale carriera | 152        | 9          |                 | 14              | 5               |                    | 11                 | 0                  |             | -           | -           | 177    | 14     |        |

## Palmarès

### Club

#### Competizioni nazionali
- Coppa del Liechtenstein: 4

Vaduz: 2015-2016, 2016-2017, 2017-2018, 2018-2019